# Felix Deutsch

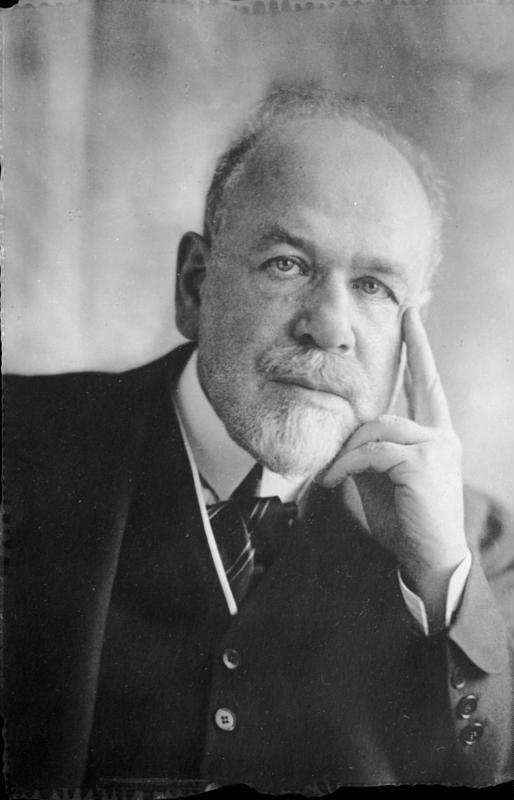
Felix Deutsch (1928)

Felix Deutsch (* 16. Mai 1858 in Breslau; † 19. Mai 1928 in Berlin) war ein deutsch-jüdischer Kaufmann und Industriemanager, der als Mitbegründer der AEG gilt.

## Berufsleben
Felix Deutsch wurde zum Kaufmann ausgebildet und trat mit 15 Jahren bei der Firma W. Heimann in Breslau ein, einem Hersteller von Zuckerfabrikationsmaschinen, und reiste für diese Firma durch Deutschland, Polen und Österreich.
1882 erfolgte ein Wechsel in das Bankhaus Jakob Landau in Berlin. Bereits nach fünf Monaten hatte er im Auftrag der Bank eine seit 1872 existierende Zuckerfabrik in Rositz (im Herzogtum Sachsen-Altenburg) auf den modernsten Stand der Technik gebracht und wurde zum Direktor der Fabrik auserkoren, als deren Betriebsgesellschaft im Dezember 1882 die Rositzer Zucker-Raffinerie AG gegründet wurde. Diese Aufgabe behagte ihm jedoch nicht, und so trat er nach der Bekanntschaft mit Emil Rathenau, der gerade eine Studiengesellschaft für die Herstellung von Glühlampen gegründet hatte, im April 1883 als Prokurist bei der nun entstandenen Deutschen Edison-Gesellschaft ein, aus der sich die Allgemeine Electricitäts-Gesellschaft (AEG) entwickelte, bei der er zwei Jahre später Direktor war. 1901 wurde er in die Gesellschaft der Freunde aufgenommen.
Nach Emil Rathenaus Tod 1915 übernahm er den Vorsitz des Direktoriums und später den Vorstandsvorsitz der AEG. Er entwickelte in seiner Laufbahn als entscheidende Schöpfung die Verkaufsorganisation der AEG im In- und Ausland.
Innerhalb des Managements galt er als Rivale von Emil Rathenaus Sohn Walther Rathenau, der Felix Deutschs Ehefrau Lili nach dem damals populären Muster von Goethe und Charlotte von Stein verehrte. Die Freundschaft beruhte auf Gegenseitigkeit, und so wurde Lili Deutsch nach Rathenaus Ermordung eine der Quellen von Harry Graf Kessler bei der Erstellung von Rathenaus Biographie.
1921 verlieh die Technische Hochschule Karlsruhe Felix Deutsch die Ehrendoktorwürde, die Universität Köln zog mit der Verleihung der Ehrendoktorwürde der Staatswissenschaftlichen Fakultät nach. Außerdem war er Ehrenbürger der Technischen Hochschule Berlin, Vorstand zahlreicher technischer und wirtschaftlicher Vereinigungen, langjähriges Mitglied der Berliner Handelskammer und Mitglied im Vorläufigen Reichswirtschaftsrat. Er trug den Ehrentitel eines Geheimen Kommerzienrats.
Felix Deutsch war Mitglied im Berliner Bezirksverein des Vereins Deutscher Ingenieure (VDI). Ebenso gehörte er der Schiffbautechnischen Gesellschaft an.

## Schriften
- Was haben die Angestellten von den Socialisten zu erwarten? 1919.
- Zeitgeschichtliche Aufsätze über wirtschaftliche Fragen.

## Familie

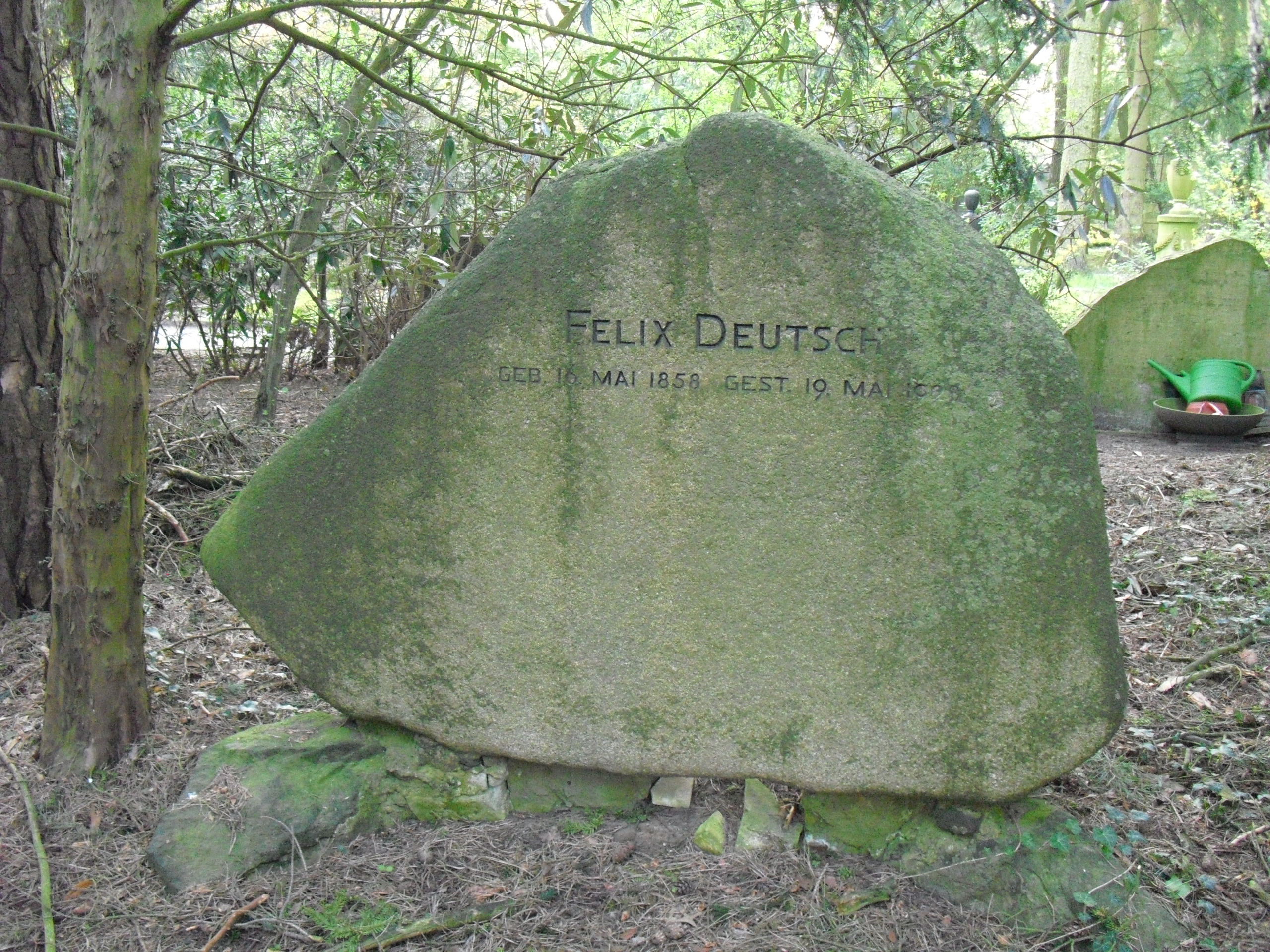
Felix Deutschs Grabstein auf dem Parkfriedhof Lichterfelde

Felix Deutsch kam als drittes Kind des Kantors Moritz Deutsch und dessen Ehefrau Amalie Deutsch geb. Ausch aus Breslau zur Welt.
Am 17. Oktober 1893 heiratete Felix Deutsch in Mannheim Elisabeth genannt „Lili“ Kahn (1869–1940), Tochter von Bernhard Kahn und dessen Ehefrau Emma Kahn geb. Eberstadt aus Mannheim.
Das Paar hatte drei Kinder:
- Gertrud Deutsch (* 27. September 1894 in Berlin; † Mai 1940 in Ostende), verheiratet mit dem Komponisten und Dirigenten Gustav Brecher (* 5. Februar 1879 in Eichwald; † Mai 1940 in Ostende, gemeinsamer Selbstmord, um der Deportation in ein Konzentrationslager zu entgehen[3])
- Frank Gerhart Deutsch (* 1899 in Berlin; † im September 1934 in Ivry-en-Montagne), verheiratet mit der Tänzerin und Schauspielerin Maria Ley (* 1. August 1898 in Wien; † 14. Oktober 1999 in New York), die später den Regisseur Erwin Piscator heiratete
- Georg Felix Deutsch (* 5. April 1901 in Berlin; † 15. Juli 1957 in London), verheiratet mit Julia Holzapfel (später änderte Georg Felix seinen Nachnamen in Ward)

Die Familie wohnte in dem herrschaftlichen Haus Rauchstraße 16 im Berliner Tiergartenviertel, das sie von dem Architekten Paul Schultze-Naumburg umbauen ließ. In Mittelschreiberhau im Riesengebirge baute sich die Familie einen Landsitz in unmittelbarer Nähe des Landhauses des Schriftstellers Gerhart Hauptmann, mit dem man eine intensive Freundschaft pflegte.
Lili Deutsch führte einen großen Salon. Dort trafen sich die bedeutendsten Persönlichkeiten der Finanzwelt, der Industrie, des Handels, der Politik und Diplomatie, wie auch der Künste und Wissenschaften. Unter anderen war der päpstliche Nuntius Eugenio Pacelli willkommener Gast, der spätere Papst Pius XII. Lili Deutsch förderte so bekannte Künstler wie Richard Strauss, der während seiner Berlin-Aufenthalte oft bei Deutschs wohnte und verkehrte eng mit Maximilian Harden und Walther Rathenau. Mit ihrem Bruder Otto Hermann Kahn ermöglichte sie die Herausgabe der gesammelten juristischen Abhandlungen ihres früh verstorbenen Bruders Franz Kahn.
Felix Deutsch starb in Berlin und wurde auf dem jüdischen Friedhof in Breslau neben seinen Eltern begraben. Es gibt aber auch einen großen Grabstein auf dem Parkfriedhof Lichterfelde in Berlin, auf dem allein seine Lebensdaten stehen. Ein sehr lebendiges zeitgenössisches Porträt veröffentlichte Felix Pinner (Frank Faßland) 1922 in der Zeitschrift „Weltbühne“, es wurde in die Buchpublikation Deutsche Wirtschaftsführer übernommen.
Die Familie Deutsch und ihre Bedeutung für Deutschland galt nichts mehr, als die Nationalsozialisten an die Macht gekommen waren. An ihren Sohn Georg Felix in England schrieb Lili Deutsch 1939 von dem „schweren Dunkel der Gegenwart“, kurz bevor sie die Ausreisepapiere beieinander hatte und mit ihrer Tochter Gertrud und deren Ehemann Gustav Brecher nach Belgien fliehen konnte. In Ostende warteten sie in einem Hotel auf ihren wertvollen Besitz, der nach Luxemburg gegangen, ihnen aber nicht ausgehändigt worden war. Unterstützt wurden sie in dieser Zeit von Addie Kahn, ihrer Schwägerin aus New York. Die letzte Nachricht von ihnen war eine Postkarte an Freunde in der Schweiz vom 27. April 1940. Seit dem Einmarsch der deutschen Wehrmacht gelten sie alle als verschollen.